# Kyōgo Furuhashi
Kyōgo Furuhashi (古橋 亨梧?; Ikoma, 20 gennaio 1995) è un calciatore giapponese, attaccante del Birmingham City e della nazionale giapponese.

## Biografia
Nel novembre del 2022, ha collaborato alla creazione di un numero di Aoashi, manga a tema calcistico realizzato da Yūgo Kobayashi.

## Caratteristiche tecniche
È un'ala sinistra che può giocare anche come prima o seconda punta. Destro di piede, è in grado di fare gol usando entrambi i piedi, oltre a essere pure un buon tiratore di testa. Non solo è bravo nell'imporsi nell'area di rigore avversaria, ma sa aiutare i suoi compagni ad aumentare di numero in attacco. Le sue doti atletiche gli consentono di essere particolarmente prolifico sotto rete, sfruttando in particolar modo le azioni in contropiede.

## Carriera

### Club

#### Gifu
La sua carriera da professionista inizia nel Gifu, squadra militante in J2 League (seconda divisione giapponese).
Il 26 febbraio debutta nel pareggio per 2-2 contro il Renofa Yamaguchi. Nella partita contro il Machida Zelvia fornisce l'assist decisivo ad Hiroaki Namba per il gol della vittoria. Segna la sua prima rete da professionista in una vittoria per 2-1 contro il Mito HollyHock: poi, viene premiato per la prima volta come uomo partita in seguito alla sua prestazione contro il Kamatamare Sanuki, partita in cui aveva segnato un gol e fornito due assist vincenti, risultando così decisivo nella vittoria per 3-1. Segna la sua prima doppietta in campionato nella sconfitta per 6-4 contro il JEF Chiba.
Nell'edizione successiva del campionato, segna undici reti, alcune di queste nelle varie vittorie della sua squadra, come quelle per 2-0 contro il Matsumoto Yamaga e l'Omiya Ardija, quella per 2-1 contro l'Albirex Niigata, quella per 4-0 contro il Mito HollyHock e quella per 1-0 contro il Kamatamare Sanuki: inoltre, è autore di una doppietta nel pareggio contro il Renofa Yamaguchi. Nell'estate del 2018, chiude la sua esperienza con il FC Gifu, avendo realizzato un totale di diciassette reti.

#### Vissel Kōbe
Nel 2018 passa alla Vissel Kōbe, squadra della J1 League, la massima divisione del calcio giapponese. Nel lasso di tempo trascorso con i bianconeri, ha l'occasione di giocare assieme a diversi volti noti del calcio europeo, fra cui Andrés Iniesta, David Villa, Lukas Podolski e Thomas Vermaelen.
Segna la sua prima rete con le Ushi il 11 agosto 2018, contribuendo alla vittoria per 2-1 contro il Júbilo Iwata. Oltre ad avere un buon impatto sulla stagione 2019 del campionato, Furuhashi contribuisce anche alla vittoria della Coppa dell'Imperatore, segnando una rete sia agli ottavi di finale (contro il Kawasaki Frontale), sia nella semifinale (contro lo Shimizu S-Pulse), e giocando da titolare nella finale, vinta per 2-0 ai danni del Kashima Antlers. Grazie a tale vittoria, partecipa anche alla sfida con lo Yokohama F·Marinos valida per la Supercoppa del Giappone, in cui segna una rete: conclusasi sul 3-3 alla fine dei 120 minuti, la partita ha visto prevalere la Vissel ai rigori.
Nell'edizione 2020 del campionato, Furuhashi si mantiene su buoni livelli realizzativi, segnando anche tre doppiette in altrettante vittorie: quella per 3-1 contro lo Shimizu S-Pulse, quella per 4-3 contro il Sagan Tosu e quella per 4-0 contro il Consadole Sapporo. Partecipa con successo anche all'AFC Champions League dello stesso anno, giocando un ruolo chiave all'interno della squadra che arriva fino alle semifinali, prima di essere eliminata dai sudcoreani dell'Ulsan Hyundai.
Durante l'edizione 2021 della J1 League, segna subito nella partita d'esordio contro il Gamba Osaka, e realizza una doppietta nel 4-3 in rimonta contro il Consadole Sapporo. Si ripete nella vittoria per 2-0 contro il Vegalta Sendai, in cui fornisce anche un assist vincente al suo compagno Ryūho Kikuchi: poi, realizza la rete decisiva nella vittoria per 1-0 contro l'Oita Trinita.

#### Celtic

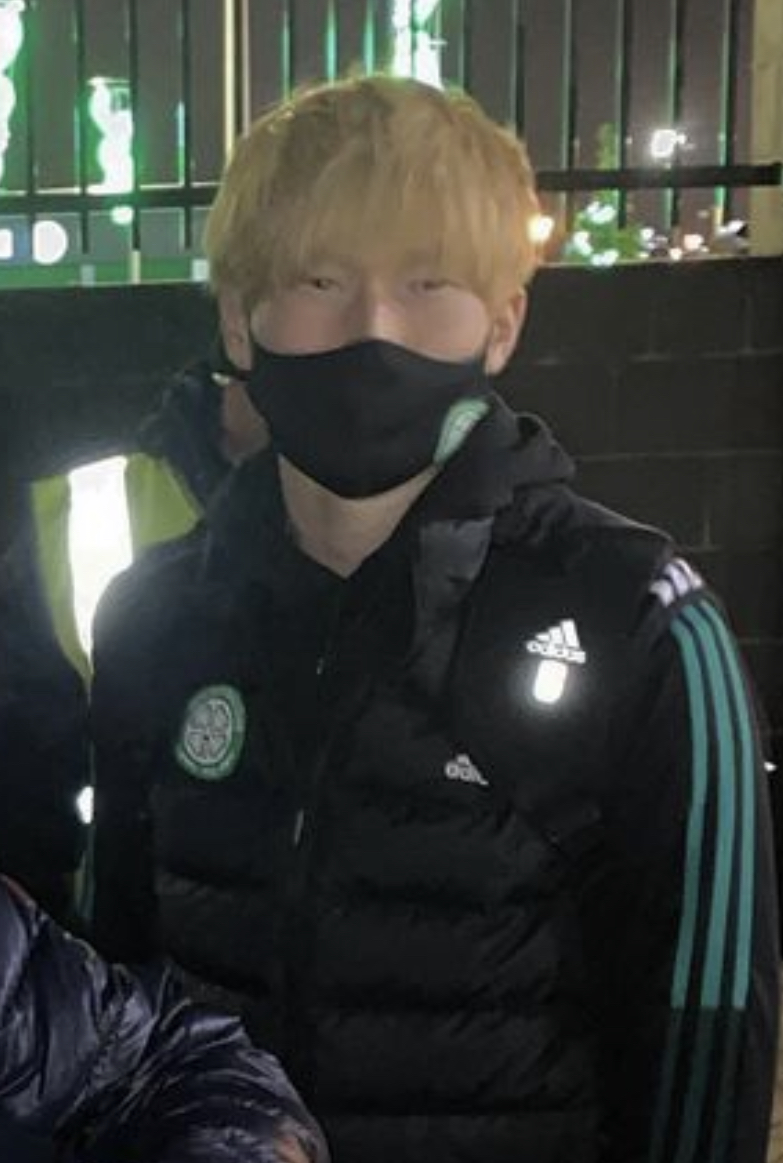
Furuhashi nel 2021

Il 16 luglio 2021, il Celtic raggiunge un accordo con il Vissel Kobe per acquistare Furuhashi a titolo definitivo, per una cifra valutata attorno ai cinque milioni di sterline (corrispondenti a quasi sei milioni di euro). L'accordo viene finalizzato 14 giorni dopo.
Dopo aver esordito con la maglia bianco-verde il 31 luglio, subentrando nella sconfitta per 2-1 in casa dell'Hearts, Furuhashi gioca la sua prima partita da titolare il 5 agosto seguente, segnando anche una rete, nella partita contro i cechi dello Jablonec, valida per la qualificazione all'Europa League. L'8 agosto, invece, segna la sua prima tripletta in carriera nella vittoria per 6-0 sul Dundee.
Il 19 dicembre 2021, Furuhashi partecipa alla finale della Scottish League Cup contro l'Hibernian, partendo da titolare nonostante i postumi di un infortunio subito in nazionale poco tempo prima: dopo che il Celtic si era trovato inizialmente in svantaggio, a causa del gol di Paul Hanlon, l'attaccante giapponese realizza una doppietta che regala ai Bhoys la vittoria in rimonta per 2-1, consegnando loro il primo trofeo della stagione. Con le sue dodici reti, contribuisce alla vittoria del campionato scozzese da parte del Celtic.
Vince l'edizione 2022-2023 del campionato scozzese come miglior marcatore con 27 gol, segna il gol del 4-0 battendo l'Hibernian, riesce a fare una rete sconfiggendo per 3-1 l'Heart of Midlothian, e anche nella vittoria per 5-0 contro il Kilmarnock riesce a realizzare un gol e un altro battendo per 3-0 il Livingston, inoltre riesce a fare una tripletta nella schiacciante vittoria per 9-0 contro il Dundee United, in ben quattro vittorie riesce a realizzare una doppietta, contro il St. Johnstone (4-1), il St. Mirren (4-0), i Rangers (3-1) e nell'ultima giornata contro l'Aberdeen (5-0). Furuhashi conquista la Coppa di Scozia segnando un gol nella finale vinta per 3-1 contro l'Inverness.
Nel luglio 2023, Furuhashi rinnova il suo contratto con il Celtic fino al 30 giugno 2027. Conquista anche l'edizione 2023-2024, riesce a segnare un gol battendo per 4-2 il Ross County, sigla la rete del 1-0 che decide la vittoria sui Rangers, realizza un gol anche contro il Dundee vincendo per 3-0, un'altra rete la segna prevalendo per 4-1 ai danni del Hearts, va a segno con un gol anche nella goleada che si è conclusa per 6-0 contro l'Aberdeen, in tutto segna undici reti, l'ultima contro il St. Mirren vincendo per 3-0. Nella Champions League riesce a realizzare un gol battendo per 5-1 lo Slovan Bratislava.

#### Rennes e Birmingham City
Il 27 gennaio 2025 viene acquistato dal Rennes nel quale giocando solo sei partite, l'unica nella quale è sceso in campo da titolare è stata nel suo debutto contro lo Strasburgo dove il Rennes ha vinto per 1-'. Il 6 luglio 2025 passa al Birmingham City, firmando un contratto valido fino al 2028. Segna la sua prima rete nella Coppa di Lega inglese nel successo per 2-1 contro lo Sheffield United.

### Nazionale
Viene convocato per la prima volta con la nazionale giapponese il 19 novembre 2019, esordendo nella sconfitta per 4-1 contro il Venezuela.
Segna i suoi primi due goal con la maglia della nazionale il 30 marzo 2021, nella netta vittoria per 14-0 sulla Mongolia.

## Statistiche

### Presenze e reti nei club
Statistiche aggiornate al 11 gennaio 2025.
| Stagione           | Club               | Campionato         | Campionato | Campionato | Coppe nazionali | Coppe nazionali | Coppe nazionali | Coppe continentali | Coppe continentali | Coppe continentali | Supercoppe | Supercoppe | Supercoppe | Totale | Totale |
| Stagione           | Club               | Comp               | Pres       | Reti       | Comp            | Pres            | Reti            | Comp               | Pres               | Reti               | Comp       | Pres       | Reti       | Pres   | Reti   |
| ------------------ | ------------------ | ------------------ | ---------- | ---------- | --------------- | --------------- | --------------- | ------------------ | ------------------ | ------------------ | ---------- | ---------- | ---------- | ------ | ------ |
| 2017               | Gifu               | J2                 | 42         | 6          | CG+CdL          | 2+0             | 0+0             | -                  | -                  | -                  | -          | -          | -          | 44     | 6      |
| 2018               | Gifu               | J2                 | 26         | 11         | CG+CdL          | 1+0             | 0+0             | -                  | -                  | -                  | -          | -          | -          | 27     | 11     |
| Totale Gifu        | Totale Gifu        | Totale Gifu        | 68         | 17         |                 | 3               | 0               |                    | 0                  | 0                  |            | 0          | 0          | 71     | 17     |
| 2019               | Vissel Kōbe        | J1                 | 31         | 10         | CG+CdL          | 4+1             | 2+0             | -                  | -                  | -                  | -          | -          | -          | 36     | 12     |
| 2020               | Vissel Kōbe        | J1                 | 30         | 12         | CG+CdL          | 0+1             | 0+0             | ACL                | 8                  | 4                  | SG         | 1          | 1          | 40     | 17     |
| 2021               | Vissel Kōbe        | J1                 | 34         | 20         | CG+CdL          | 1+0             | 1+0             | -                  | -                  | -                  | -          | -          | -          | 35     | 21     |
| Totale Vissel Kōbe | Totale Vissel Kōbe | Totale Vissel Kōbe | 95         | 42         |                 | 8               | 3               |                    | 8                  | 4                  |            | 1          | 1          | 111    | 49     |
| 2021-2022          | Celtic             | SP                 | 20         | 12         | CS+CdL          | 1+3             | 0+3             | UEL                | 9                  | 5                  | -          | -          | -          | 33     | 20     |
| 2022-2023          | Celtic             | SP                 | 36         | 27         | CS+CdL          | 5+3             | 4+3             | UCL                | 6                  | 0                  | -          | -          | -          | 50     | 34     |
| 2023-2024          | Celtic             | SP                 | 38         | 14         | CS+CdL          | 5+1             | 3+0             | UCL                | 6                  | 2                  | -          | -          | -          | 50     | 19     |
| 2024-gen. 2025     | Celtic             | SP                 | 22         | 10         | CS+CdL          | 1+2             | 0+1             | UCL                | 7                  | 1                  | -          | -          | -          | 32     | 12     |
| Totale Celtic      | Totale Celtic      | Totale Celtic      | 116        | 63         |                 | 21              | 14              |                    | 28                 | 8                  |            | 0          | 0          | 166    | 85     |
| gen.-giu. 2025     | Rennes             | L1                 | 6          | 0          | CF              | 0               | 0               | -                  | -                  | -                  | -          | -          | -          | 6      | 0      |
| 2025-2026          | Birmingham City    | FLC                | 1          | 0          | FACup+CdL       | 0+0             | 0+0             | -                  | -                  | -                  | -          | -          | -          | 1      | 0      |
| Totale carriera    | Totale carriera    | Totale carriera    | 286        | 122        |                 | 32              | 17              |                    | 36                 | 12                 |            | 1          | 1          | 355    | 152    |

### Cronologia presenze e reti in nazionale
| Cronologia completa delle presenze e delle reti in nazionale ― Giappone | Cronologia completa delle presenze e delle reti in nazionale ― Giappone | Cronologia completa delle presenze e delle reti in nazionale ― Giappone | Cronologia completa delle presenze e delle reti in nazionale ― Giappone | Cronologia completa delle presenze e delle reti in nazionale ― Giappone | Cronologia completa delle presenze e delle reti in nazionale ― Giappone | Cronologia completa delle presenze e delle reti in nazionale ― Giappone | Cronologia completa delle presenze e delle reti in nazionale ― Giappone |
| Data                                                                    | Città                                                                   | In casa                                                                 | Risultato                                                               | Ospiti                                                                  | Competizione                                                            | Reti                                                                    | Note                                                                    |
| ----------------------------------------------------------------------- | ----------------------------------------------------------------------- | ----------------------------------------------------------------------- | ----------------------------------------------------------------------- | ----------------------------------------------------------------------- | ----------------------------------------------------------------------- | ----------------------------------------------------------------------- | ----------------------------------------------------------------------- |
| 19-11-2019                                                              | Suita                                                                   | Giappone                                                                | 1 – 4                                                                   | Venezuela                                                               | Amichevole                                                              | -                                                                       | 46’                                                                     |
| 25-3-2021                                                               | Yokohama                                                                | Giappone                                                                | 3 – 0                                                                   | Corea del Sud                                                           | Amichevole                                                              | -                                                                       | 76’                                                                     |
| 30-3-2021                                                               | Chiba                                                                   | Mongolia                                                                | 0 – 14                                                                  | Giappone                                                                | Qual. Mondiali 2022                                                     | 2                                                                       | 71’                                                                     |
| 7-6-2021                                                                | Suita                                                                   | Giappone                                                                | 4 – 1                                                                   | Tagikistan                                                              | Qual. Mondiali 2022                                                     | 1                                                                       | 64’                                                                     |
| 11-6-2021                                                               | Kobe                                                                    | Giappone                                                                | 1 – 0                                                                   | Serbia                                                                  | Amichevole                                                              | -                                                                       | 46’                                                                     |
| 15-6-2021                                                               | Suita                                                                   | Giappone                                                                | 5 – 1                                                                   | Kirghizistan                                                            | Qual. Mondiali 2022                                                     | -                                                                       | 62’                                                                     |
| 2-9-2021                                                                | Suita                                                                   | Giappone                                                                | 0 – 1                                                                   | Oman                                                                    | Qual. Mondiali 2022                                                     | -                                                                       | 46’                                                                     |
| 7-9-2021                                                                | Doha                                                                    | Cina                                                                    | 0 – 1                                                                   | Giappone                                                                | Qual. Mondiali 2022                                                     | -                                                                       | 50’                                                                     |
| 7-10-2021                                                               | Gedda                                                                   | Arabia Saudita                                                          | 1 – 0                                                                   | Giappone                                                                | Qual. Mondiali 2022                                                     | -                                                                       | 59’                                                                     |
| 12-10-2021                                                              | Saitama                                                                 | Giappone                                                                | 2 – 1                                                                   | Australia                                                               | Qual. Mondiali 2022                                                     | -                                                                       | 61’                                                                     |
| 11-11-2021                                                              | Hanoi                                                                   | Vietnam                                                                 | 0 – 1                                                                   | Giappone                                                                | Qual. Mondiali 2022                                                     | -                                                                       | 75’                                                                     |
| 16-11-2021                                                              | Mascate                                                                 | Oman                                                                    | 0 – 1                                                                   | Giappone                                                                | Qual. Mondiali 2022                                                     | -                                                                       | 62’                                                                     |
| 2-6-2022                                                                | Sapporo                                                                 | Giappone                                                                | 4 – 1                                                                   | Paraguay                                                                | Amichevole                                                              | -                                                                       | 82’                                                                     |
| 6-6-2022                                                                | Tokyo                                                                   | Giappone                                                                | 0 – 1                                                                   | Brasile                                                                 | Amichevole                                                              | -                                                                       | 67’                                                                     |
| 14-6-2022                                                               | Suita                                                                   | Giappone                                                                | 0 – 3                                                                   | Tunisia                                                                 | Amichevole                                                              | -                                                                       | 60’                                                                     |
| 27-9-2022                                                               | Düsseldorf                                                              | Giappone                                                                | 0 – 0                                                                   | Ecuador                                                                 | Amichevole                                                              | -                                                                       | 46’                                                                     |
| 15-6-2023                                                               | Toyota                                                                  | Giappone                                                                | 6 – 0                                                                   | El Salvador                                                             | Amichevole                                                              | 1                                                                       | 65’                                                                     |
| 20-6-2023                                                               | Suita                                                                   | Giappone                                                                | 4 – 1                                                                   | Perù                                                                    | Amichevole                                                              | -                                                                       | 59’                                                                     |
| 12-9-2023                                                               | Genk                                                                    | Giappone                                                                | 4 – 2                                                                   | Turchia                                                                 | Amichevole                                                              | -                                                                       |                                                                         |
| 13-10-2023                                                              | Niigata                                                                 | Giappone                                                                | 4 – 1                                                                   | Canada                                                                  | Amichevole                                                              | -                                                                       | 73’                                                                     |
| 17-10-2023                                                              | Kōbe                                                                    | Giappone                                                                | 2 – 0                                                                   | Tunisia                                                                 | Amichevole                                                              | 1                                                                       | 46’                                                                     |
| 19-11-2024                                                              | Xiamen                                                                  | Cina                                                                    | 1 – 3                                                                   | Giappone                                                                | Qual. Mondiali 2026                                                     | -                                                                       | 77’                                                                     |
| 25-3-2025                                                               | Saitama                                                                 | Giappone                                                                | 0 – 0                                                                   | Arabia Saudita                                                          | Qual. Mondiali 2026                                                     | -                                                                       | 73’                                                                     |
| Totale                                                                  |                                                                         | Presenze                                                                | 23                                                                      |                                                                         | Reti                                                                    | 5                                                                       |                                                                         |

## Palmarès

### Club

#### Competizioni nazionali
- Coppa dell'Imperatore: 1

Vissel Kōbe: 2019
- Supercoppa del Giappone: 1

Vissel Kōbe: 2020
- Coppa di Lega scozzese: 3

Celtic: 2021-2022, 2022-2023, 2024-2025
- Campionato scozzese: 3

Celtic: 2021-2022, 2022-2023, 2023-2024
- Coppa di Scozia: 2

Celtic: 2022-2023, 2023-2024

### Individuale
- Capocannoniere del Campionato scozzese: 1

2022-2023 (27 reti)